# Amphipyra cupreina
Amphipyra cupreina är en fjärilsart som beskrevs av Felix Bryk 1948. Amphipyra cupreina ingår i släktet Amphipyra och familjen nattflyn. Inga underarter finns listade i Catalogue of Life.